# Jean Bolland
Jean Bolland (13. srpna 1596 v Julémontu – 13. září 1665 v Antverpách) byl nizozemský historik, hagiograf a jezuitský kněz. Založil novou kritickou edici určenou k vydávání hagiografických textů nazvanou Acta sanctorum. Bollandovi následovníci si začali říkat bollandisté.

## Život
V roce 1612 vstoupil do jezuitského řádu. Studoval v Löwenu a Antverpách. Vyučoval na kolejích v Roermondu, Mechelenu, Bruselu a Antverpách. V roce 1625 byl vysvěcen na kněze a působil jako vedoucí studií v Mechelenu.
Mezitím se vyhranil jako historik, a tak ho v roce 1630 provinciál Jakob von Straten pověřil vydáváním edice Acta sanctorum. Edice měla zpřístupňovat hagiografické texty ze všech zemí v historicko-kritické formě. Tato myšlenka pocházela od jezuity Heriberta Rosweyda. Projekt se ale záhy ukázal jako příliš náročný pro jediného člověka, proto se Bolland postupně obklopoval spolupracovníky. Během svého života připravil díly edice do konce měsíce ledna (šlo o hagiografie řazené podle dnů, v nichž se světí svátek příslušného světce) a jeho spolupracovníci vydávali od roku 1658 až do jeho smrti díly pro únor. Práce na edici od té doby s přestávkami pokračuje a ani dnes není edice dovedena ke konci roku.